# Krotz Springs
Krotz Springs is een plaats (town) in de Amerikaanse staat Louisiana, en valt bestuurlijk gezien onder St. Landry Parish.

## Demografie
Bij de volkstelling in 2000 werd het aantal inwoners vastgesteld op 1219.
In 2006 is het aantal inwoners door het United States Census Bureau geschat op 1266, een stijging van 47 (3,9%).

## Geografie
Volgens het United States Census Bureau beslaat de plaats een oppervlakte van
4,5 km², geheel bestaande uit land. Krotz Springs ligt op ongeveer 9 m boven zeeniveau.
Krotz Springs ligt aan de oevers van de Atchafalaya River en is omgeven door het drasland van het Atchafalaya Basin.

## Plaatsen in de nabije omgeving
De onderstaande figuur toont nabijgelegen plaatsen in een straal van 24 km rond Krotz Springs.